# Ottenbach (Niemcy)
Ottenbach – miejscowość i gmina w Niemczech, w kraju związkowym Badenia-Wirtembergia, w rejencji Stuttgart, w regionie Stuttgart, w powiecie Göppingen, wchodzi w skład związku gmin Eislingen-Ottenbach-Salach. Leży na obrzeżach Jury Szwabskiej, ok. 7 km na północny wschód od Göppingen.